# بهینه‌سازی سبد سرمایه‌گذاری

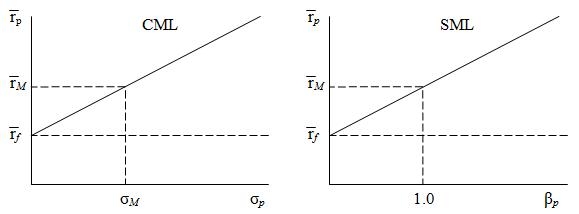
نمودار بهینه‌سازی سبد سرمایه‌گذاری

بهینه‌سازی سبد سرمایه‌گذاری عبارتست از تعیین نسبت سرمایه‌گذاری در دارایی‌هایی که قرار است در سبد نگهداری شود؛ به شکلی که سبد انتخابی بهتر از هر سبد دیگری باشد. این بهتر بودن براساس معیارهایی مشخص می‌شود. معیارهایی که به صورت مستقیم یا غیرمستقیم ترکیبی از ملاحظات بازده مورد انتظار سبد، پراکندگی بازده‌ها و سایر پارامترهای ریسک مالی است.

## سبدهای سرمایه‌گذاری کارا
تئوری سبد سرمایه‌گذاری نوین در سال ۱۹۵۰ توسط هری مارکوویتز مطرح شد. او فرض کرد که هر سرمایه‌گذار در هر سطح ریسکی خواهان بیشترین بازده است. در این جا معیار اندازی گیری ریسک، انحراف معیار بازده مورد انتظار است. در سبدهای کارا برای به دست آوردن بازده بیشتر باید ریسک بیشتری تحمل کرد، بنابراین سرمایه گذاران با یک رابطهٔ جایگزینی بین ریسک و بازده مواجه می‌شوند. رابطهٔ بین ریسک و بازده با یک منحنی به نام مرز کارا نشان داده می‌شود. هر سبد کارا که به خوبی متنوع شده باشد، یک نقطه از این منحنی است.

## روش‌های بهینه‌سازی سبد سرمایه‌گذاری
در روش‌های مختلف بهینه‌سازی سبد، معیارهای متفاوتی برای اندازه‌گیری ریسک مطرح شده که علاوه بر مقیاس‌های سنتی انحراف معیار و واریانس- که قوی هم نیستند - نرخ سورتینو و ارزش در معرض ریسک نیز بیان شده است.
غالباً بهینه‌سازی سبد در دو مرحله انجام می‌شود: ابتدا بهینه‌سازی وزن سرمایه‌گذاری در یکی از انواع دارایی‌ها مانند تعیین نسبت سرمایه‌گذاری بین سهام و اوراق قرضه و دومین مرحله، بهینه‌سازی وزن سرمایه‌گذاری دارایی‌های موجود در یک نوع خاص دارایی است مانند تعیین نسبت سرمایه‌گذاری در سهم‌های الف، ب و ج. سهام و اوراق قرضه اساساً ویژگی‌های ساختاری و ریسک سیستماتیک متفاوتی دارند و در دو نوع جدا از تقسیم بندی دارایی‌ها قرار می‌گیرند.
نگهداری انواع مختلف دارایی باعث متنوع سازی سبد می‌شود و هم چنین نگهداری دارایی‌های مختلف موجود در یک نوع خاص دارایی بر تنوع سبد می افزاید و این عمل باعث حذف ریسک غیر سیستماتیک هر دارایی و انواع دارایی می‌شود.
یک روش بهینه‌سازی سبد این است که تابع مطلوبیت فون نویمان و مورگنسترن را برای ثروت نهایی سبد تعریف کنیم. ارزش مورد انتظار مطلوبیت باید بیشترین مقدار باشد. برای نشان دادن ترجیح بازده بیشتر به کمتر در این تابع، ثروت افزایشی است و برای نشان دادن ریسک گریزی این تابع محدب است.

## محدودیت‌های بهینه‌سازی
بهینه‌سازی سبد سرمایه‌گذاری معمولاً با محدودیت‌هایی مواجه می‌شود، مثل محدودیت‌های قانون و مقررات یا عدم وجود بازار پررونق ویا بسیاری موارد دیگر.

### قانون و مالیات
ممکن است نگهداری بعضی دارایی‌ها از لحاظ قانونی ممنوع باشد. زمانی که محدودیت در بهینه‌سازی سبد وجود نداشته باشد شاید به فروش استقراضی بعضی سهام نیز پرداخته شود. اما ممکن است فروش استقراضی ممنوع باشد. گاهی اوقات نگهداری بعضی دارایی‌ها عملی نیست زیرا هزینهٔ مالیاتی آن بسیار زیاد است. در بعضی مواقع هم محدودیت‌های مناسب در بهینه‌سازی سبد باید وضع شود.

### هزینه‌های معاملاتی
هزینه‌های معاملاتی در واقع هزینهٔ خرید و فروشی است که برای تغییر وزن دارایی‌های سبد انجام می‌شود. از آن جایی که سبد بهینه در طول زمان تغییر می‌کند سرمایه گذاران تشویق می‌شوند تا سبد را غالباً «دوباره بهینه‌سازی» کنند. به هرحال خرید و فروش زیاد باعث بالا رفتن هزینه‌های معاملاتی می‌شود؛ بنابراین استراتژی بهینه به دنبال این است که دورهٔ تکرار بهینه‌سازی دوباره و خرید و فروش را به شکلی مشخص کند که نرخ جایگزینی مناسبی بین اجتناب از هزینه‌های معاملاتی و هزینه‌های به روز نبودن ایجاد کنند. این امر به موضوع «ردیابی خطا»(tracking error)- تنظیم نکردن مجدد نسبت‌ها باعث انحراف آن‌ها از معیار - مربوط می‌شود.

## ابزارهای ریاضی مورد استفاده
پیچیدگی بهینه‌سازی سبد نیازمند این است که کار با کامپیوتر انجام شود تا ساده شود. هستهٔ اصلی کار ساختن ماتریس کواریانس بازده دارایی‌های سبد است.
تکنیک‌ها شامل:
- برنامه‌ریزی درجه دوم
- برنامه‌ریزی غیرخطی
- برنامه‌ریزی اعداد مخلوط
- روش‌های meta-heuristic[۳]

## مشکلات مربوط به بهینه‌سازی سبد سرمایه‌گذاری
سرمایه‌گذاری یک فعالیت با نگاه به آینده است بنابراین کواریانس بازده و سطح ریسک، بیشتر نتایج پیش بینی است تا مشاهدات. در بهینه‌سازی سبد فرض می‌شود که سرمایه گذاران ریسک-گریز هستند و قیمت سهام ممکن است نشان دهندهٔ تفاوت زیادی بین ارزش تاریخی یا پیش بینی شده با واکنش بازار باشد.
به طور خاص، بحران‌های مالی با افزایش فزایندهٔ «هم بستگی» حرکت قیمت سهام مشخص می شوند زیرا این اتفاق باعث کاهش منفعتمتنوع سازی می‌شود.